# NK Stol Virtus
NK Stol Virtus bio je nogometni klub iz Kamnika, Štajerska, Republika Slovenija.

## O klubu
Klub je osnovan 1930. godine kao SK Virtus Duplica, 1938. godine teren je verificiran, a klub je primljen u udrugu.
Ime je predložio Ljubljančanin koji uči latinski. Poznati nogometaši bili su Mirko Jerman, Valentin Čičigoj, F. Semeja, J. Pirš, Tone Sesek, Ivan Bolka, K. Vavpetič, J. Krivorotov, Domala, a svi su se priključili narodnooslobodilačkom pokretu. Nogometaši su također imali dresove (bijele majice i crvene hlačice), a igrali su na travnjaku Bistrice za koji su plaćali najam. Nakon Drugog svjetskog rata klub je obnovljen, a sredinom 1960-ih preimenovan je u NK Svoboda Duplica. Svoj najveći uspjeh Svoboda je postigla 1964. kada je ušla u Zonsku ligu Zapad (2. slovenska liga), gdje je sljedeće godine završila na posljednjem mjestu.
Nakon toga uslijedilo je desetogodišnje zatišje, a 1975. godine klub se preimenuje u NK Virtus i ulazi u drugu ligu Ljubljanskog podsaveza. Nakon raspada NK Kamnik, Virtus postaje nositelj nogometne piramide u općini Kamnik (Portoroški sklepi). Godine 1980. klub se plasirao u zapadnu regionalnu ligu, gdje se pojačao bivšim igračima Kamnika i pod patronatom Stola (i novog imena NK Stol) stigao do drugog mjesta:

Stol je u kvalifikacijama svladao Kovinar i tako se plasirao u slovensku ligu: Kovinar (M) – Stol 2:2 i 0:1.
Klub je tri sezone igrao u Slovenskoj republičkoj ligi (1981./82., 1982./83. i 1983./84.), tada trećem rangu SFRJ.
Potom je Stol ponovno zaigrao u regionalnoj ligi, gdje je redom osvajao treće, drugo i treće mjesto, da bi se 1987. preimenovao u Stol Virtus i osvojio naslov prvaka, a 1988. po drugi put se plasirao u slovensku ligu. Tada su za Stol Virtus igrali Šoštarič, Praštalo, Dolinšek, Cvijanović, (Simon) Jeglič, Modrijan, Juvan, Pilić, Juršič, Mikuž, Jug, Lamberšek, Osolin, Ciglar, Stanković, Zlatanović, Tomšič i Đurić.
Sljedeće sezone klub je ponovno igrao u regionalnoj ligi, ali se nakon završetka sezone povukao.

## Vanjske poveznice
- NK Virtus Kamnik 2014